# Серкл (Аљаска)
Серкл (енгл. Circle) насељено је место без административног статуса у америчкој савезној држави Аљаска.

## Демографија
По попису из 2010. године број становника је 104, што је 4 (4,0%) становника више него 2000. године.
| Група                 | 2000.      | 2010.      |
| Амерички староседеоци | 76 (76,0%) | 88 (84,6%) |
| Белци                 | 14 (14,0%) | 9 (8,7%)   |
| Афроамериканци        | 0 (0,0%)   | 0 (0,0%)   |
| Азијати               | 0 (0,0%)   | 0 (0,0%)   |
| Хиспаноамериканци     | 4 (4,0%)   | 2 (1,9%)   |
| Укупно                | 100        | 104        |